# Großsteingrab Lille Hareskov/Afd. 116
Das Großsteingrab Lille Hareskov/Afd. 116 ist eine megalithische Grabanlage der jungsteinzeitlichen Nordgruppe der Trichterbecherkultur im Kirchspiel Værløse in der dänischen Kommune Furesø. Es wurde 1963 archäologisch untersucht.

## Lage
Das Grab liegt südlich von Værløse im Waldgebiet Lille Hareskov. Nur wenige Meter südlich liegt das Großsteingrab Lille Hareskov. In der näheren Umgebung gibt bzw. gab es zahlreiche weitere megalithische Grabanlagen.

## Forschungsgeschichte
Im Jahr 1963 führten Mitarbeiter des Dänischen Nationalmuseums eine Dokumentation und Ausgrabung der Fundstelle durch.

## Beschreibung
Die Anlage besitzt eine nordwest-südöstlich orientierte Grabkammer, die als Dolmen anzusprechen ist. Sie hat eine Länge von 1 m, eine Breite von 0,5 m. Die Kammer besteht aus fünf Wandsteinen und einem Deckstein, der 1,5 m lang und 1 m breit ist. Eine Hügelschüttung oder eine steinerne Umfassung sind nicht erkennbar.